# Caius Norbanus
Caius Norbanus, surnommé Balbus, est un homme politique romain du Ier siècle av. J.-C. C'est un homo novus, c'est-à-dire un plébéien qui ne possédait pas de consul parmi ses aïeuls. Son nomen proviendrait de Norba, d'où sa famille serait issue.
C'est un partisan de Lucius Appuleius Saturninus, un populares.

## Biographie
En 103 av. J.-C., alors qu'il est tribun de la plèbe, il accuse Quintus Servilius Caepio pour mauvaise conduite à la guerre (refusant de coopérer avec son supérieur, il est responsable du désastre d'Orange, la plus grande défaite depuis Cannes) et pour pillage du temple de Tolosa (Or de Toulouse) qu'il aurait accaparé pour lui seul, prétextant que le convoi du butin aurait été attaqué. En conséquence des émeutes suscités par Norbanus, Quintus Servilius Caepio doit s'exiler.
En 101 av. J.-C., Norbanus devient questeur sous les ordres du proconsul Marcus Antonius Orator en Cilicie.
Six années plus tard, redevenu tribun de la plèbe en 95 av. J.-C.[réf. nécessaire], il porte son accusation devant le peuple. Quintus Servilius Caepio est défendu par le consul Lucius Licinius Crassus. Norbanus gagne le procès, l'accusé est expulsé du Sénat, condamné pour mauvaise conduite à la guerre, il est déchu de sa citoyenneté romaine, il doit payer 15 000 talents d'amende, et est condamné à l'exil.
En 95 av. J.-C., Norbanus est à son tour accusé par Publius Sulpicius Rufus d'avoir usé de violence pour exiler Quintus Servilius Caepio, mais l'éloquence de l'orateur Marcus Antonius Orator, grand-père de Marc Antoine, obtient son acquittement.
En 89 av. J.-C., il est élu préteur et devient gouverneur en Sicile durant la guerre sociale, il défendra l'île avec succès contre les Italiques.
En 83 av. J.-C., les deux proconsuls déchus Sylla et Metellus reviennent d'Orient et débarquent en Italie avec leur armée, prêts à reconquérir Rome. À Rome, le pouvoir qui est désigné pour l'année 83 incarne la concordia : Norbanus, homo novus, devient consul avec le modéré Lucius Cornelius Scipio Asiaticus Asiagenus, aristocrate d'illustre origine. Norbanus part avec une armée affronter Sylla dans le sud de l'Italie. Des émissaires de Sylla venus négocier sont malmenés dans le camp de Norbanus, qui engage la bataille sur les pentes du mont Tifata. Mais ses troupes levées à la hâte dans la plèbe urbaine n'ont pas la combativité des vétérans de Sylla, et Norbanus est dépourvu d'expérience militaire : il est battu, perdant 13 000 tués et prisonniers et se réfugie à Capoue. 
L'année suivante en 82 av. J.-C., Norbanus est encore vaincu par Metellus à Faventia en Gaule cisalpine et se replie sur Ariminum avec seulement un millier de rescapés.  Trahi par son lieutenant qui assassine tout son état-major, abandonné par ses troupes, il s'enfuit en bateau pour Rhodes, espérant trouver des protections en Orient où il avait été questeur.
Sylla, devenu dictateur à Rome, fait proscrire ses adversaires, et punir de mort quiconque leur donne aide ou asile. La tête de Norbanus est ainsi mise à prix. Tandis que les autorités de Rhodes débattent, partagées entre leur tradition d'accueil des exilés, et l'obligation imposée par Sylla, Norbanus se suicide sur l'agora de la ville,.